# Pulau Jum'At
Pulau Jum'At is een bestuurslaag in het regentschap Indragiri Hulu van de provincie Riau, Indonesië. Pulau Jum'At telt 643 inwoners (volkstelling 2010).